# Standard Catalog of World Paper Money
A Standard Catalog of World Paper Money egy háromkötetes, jól ismert bankjegykatalógus, amit a Krause Publications ad ki. Ezt a kiadványt numizmatikai körökben Pick-katalógus néven ismerik, mivel a számozási rendszert eredetileg Albert Pick alakította ki. A notafília, azaz a papíralapú pénzek tanulmányozásának és gyűjtésének egyik alapműve.

## Számozási rendszer
A számozási rendszer nyomtatott nagybetűket (például 'P', 'PS', 'PM') és egész számokat használ egy bankjegy azonosításához. Ha egy bankjegy eltérő aláírással vagy évszámmal is elérhető, akkor ezt egy kisbetű is követi. (Például: P120a.)

### Előtag kódok
- P: Rendszeres kiadás
- PS: Speciális kiadás, mint a magánbankok és a helyi kormányzatok által kiadottak
- PM: Hadikiadás
- PR: Területi kiadás (a nemzeti hatóság által, területi használatra kibocsátott bankjegy)
- CS: Gyűjtőknek szánt sorozat. (Minta- vagy emlékbankjegy.)

### Számok
A bankjegyek szétválogatása sorozatonként/dátumonként, majd pedig névérték szerint történik.

### Változatok
A rendszeres változatok kisbetűje rendre a, b, c, ... A rontott bankjegyek jelölése általában x, míg a mintadaraboké s. Ha többféle minta ismert, akkor azt az s1, s2, ... alak szerint jelzik.
A ki nem bocsátott emlékeztetők (ezek főként 19. századi befejezetlen nyomtatványok) betűjele r, ugyanakkor az ismert helyettesítőket is jelölik így. A színváltozatokat a ct betűkkel jelzik.

## Kiadások

### Standard Catalog of World Paper Money, 1368–1960
Ezt 2–3 évente frissítik, jelenleg a 16. kiadás a legfrissebb (2016).

### Standard Catalog of World Paper Money, since 1961
Ezt évente frissítik. A mostani a 25. kiadás (2019).

### Standard Catalog of World Paper Money, Specialized Issues
Ezt általában kétévente adják ki, a legutóbbi a 12. kiadás (2013).

## Fordítás
- Ez a szócikk részben vagy egészben  a   Standard Catalog of World Paper Money című angol Wikipédia-szócikk fordításán alapul.  Az eredeti cikk szerkesztőit annak laptörténete sorolja fel. Ez a jelzés csupán a megfogalmazás eredetét és a szerzői jogokat jelzi, nem szolgál a cikkben szereplő információk forrásmegjelöléseként.